# Канско Белогорие
Ка̀нското Белого̀рие (на руски: Канское Белогорье) е планински хребет в западнитее части на главния вододелен хребет на планината Източни Саяни, в крайната югоизточна част на Красноярски край, Русия. Хребетът се простира на протежение от около 110 km от северозапад на югоизток, между долините на реките Кан (десен приток на Енисей) на север и Кизир (дясна съставяща на Туба, която е десен приток на Енисей) на юг. На северозапад се свързва с хребета Манско Белогорие, а на югоизток с хребета Агулские Белки. Средна височина 1800 – 2000 m, максимална връх Пирамида 2256 m (54°19′14″ с. ш. 95°37′25″ и. д. / 54.320556° с. ш. 95.623611° и. д.), издигащ се източно от изворите на река Кан. Преобладават средновисоки масиви с плоски заравнени върхове, изградени основно от кристалинни шисти, мрамори и гранити. Северните му склонове са гъсто разчленени от добре развити и много често широки речни долини. От него водят началото си реките Кан с левия си приток Пезо, Мана (десен приток на Енисей), Шинда и Ничка (десни притоци на Кизир). Склоновете му навсякъде са обрасли с гъста иглолистна тайга, а по най-високите части е развита лишейна камениста тундра.

## Топографска карта
- Лист от карта N-46-Б.